# Convenzione di Madrid (1912)
La Convenzione di Madrid fu firmata fra Francia e Spagna il 27 novembre 1912. Regolò i confini fra i possedimenti spagnoli e francesi nel sud del Marocco e al confine fra l'attuale Mauritania e il Sahara Spagnolo.
I punti salienti si possono riassumere come segue:
- riduzione dell'enclave spagnola di Ifni.
- cessione alla Spagna della parte esterna del Cabo Blanco, o penisola di Ras Nouadhibou, con la costituzione della colonia spagnola de La Guera su un territorio lungo 65 chilometri.
- conferma di tutti i confini precedenti

La Convenzione di Madrid seguì la precedente Convenzione franco-spagnola del 1904 sul Marocco e confermò la stretta collaborazione fra le due potenze coloniali.